# Питони, Джузеппе Оттавио
Джузеппе Оттавио Питони (итал. Giuseppe Ottavio Pitoni; 18 марта 1657, Риети — 1 февраля 1743, Рим) — итальянский барочный композитор, органист, преподаватель, теоретик и историк музыки. Был одним из ведущих музыкантов Рима позднего барокко, первой половины XVIII века.

## Биография
В возрасте всего 11 месяцев Питони было перевезён от родителей в Рим, а в 5 лет он начал учиться музыке у Падре Помпео Натале (или Натали). В 8 лет уже пел в хоре базилики Сан-Джованни-деи-Фиорентине, а позже в базилике Святых Апостолов. Здесь Франческо Фоджа наставлял его в контрапункте, и в этом же храме были выполнены первые произведения Питони. Ещё очень молодым, в 16 лет, он стал капельмейстером (maestro di capella) сначала в Монтеротондо, а затем, в 1673 году, в Ассизи, где усиленно исследовал труды Палестрины. В 1676 году вернулся в родной город, но год спустя, в 1677 году, снова переехал в Рим, где занимал различные музыкальные должности во многих церквях, среди которых и место капельмейстра коллегиальной церкви св. Марка, на котором находился до смерти. Наряду с этим последовательно занимал должности маэстро в базилике Святых Апостолов (с 1686 года), Латеранской базилике (с 1708, где с 1555 до 1560 года служил Палестрина) и Капеллы Джулии Собора Св. Петра (с 1719 года, заменив Доменико Скарлатти).
Питони занимался главным образом духовной музыкой и, хотя также развивал и новый стиль с инструментальным аккомпанементом, известен на сегодня прежде всего благодаря своим мессам и другим произведениям в манере Палестрины.

## Произведения
Питони внёс значительный вклад в римскую литургическую музыку как композитор, органист, капельмейстер и экзаменатор маэстро Академии Санта-Чечилия. Был чрезвычайно плодовитым автором: около 325 мес, музыка на 800 псалмов и 235 мотетов между 3500 композиций, что насчитал его ученик и биограф Джироламо Кити (Girolamo Chiti). Он готовил музыку в течение года для месс, воскресных и праздничных богослужений в соборе св. Петра.
Ранние произведения Питоне — блестящие образцы римской полифонии в манере Палестрины . В последние годы обратился к гомофонии с элементами венецианского полихорального стиля.
Как и другие композиторы римской школы, культивировал произведения для большого количества голосов, среди них более 40 месс и псалмов на три хора (12 голосов) и 20 на четыре хора (16 голосов), несколько псалмов и мотетов на шесть (24 голосов) и девять хоров (36 голосов); в конце жизни начал работу над 48-голосной мессой, но не закончил её. Кроме того, написал большое количество 8-ми, 6-ти, 4-х и 3-гласных мотетов, гимнов и так далее; при его жизни был опубликован лишь один сборник двухголосных мотетов (1697). Он никогда не позволял выполнять в других церквях музыку, написанную для определённого храма, чем объясняют отсутствие публикаций. 16-громкое Dixit на 4 хора ежегодно выполняется на Страстной неделе в соборе св. Петра.
Неопубликованные автографы его композиций сейчас находятся в библиотеке Капеллы Джулии в Ватикане и в Библиотеке Сантини (Biblioteca Santini) в Менса.

## Музыковедение
Питони остался в истории музыки не только благодаря своей композиторской деятельности, сколько из-за своих произведений историографического характера. Перечень контрапунктистов и композиторов музыкальных лет христианской эры с 1000 до 1700 года (Notitia de 'contrappuntisti e Compositori di musica dagli anni dell’era cristiana 1000 fino al 1700), 1725; ed. C. Ruini (Florence , 1988), в которой он демонстрирует свою широкую осведомлённость в традициях духовной музыки.

## Педагогика
Питони был также опытным педагогом и оставил несколько произведений в этой области:
- Руководство по гармонии … книга первая (Guida armonica … libro primo (Рим, 1690); ed. F. Luisi (Bologna, 1989)
- Правила контрапункта (Regole di contrappunto) (MSS Roma, Conservatorio di Musica S Cecilia)
- Дополнения к Правилам контрапункта Джулио Белле (Aggiunte alle Regole di contrappunto di Giulio Belli) (MSS Bologna, Civico Museo Bibliografico Musicale) — состоит из 13 страниц приложений к оригинальной редакции Белле.

Среди его учеников:
- Франческо Антонио Бонпорти
- Франческо Дуранте
- Франческо Фео
- Леонардо Лео